# Henry Maksoud
Henry Maksoud (Aquidauana, 8 de março de 1929 — São Paulo, 17 de abril de 2014) foi um engenheiro civil, engenheiro eletricista, empresário e fundador do hotel Maksoud Plaza e defensor do liberalismo brasileiro.
Maksoud recebeu o título de mestre em Mecânica de Fluidos pela Universidade de Iowa, nos Estados Unidos. Dono do lendário hotel Maksoud Plaza, em São Paulo, foi também dono da revista Visão, e da Hidroservice, empresa de engenharia e de projetos, responsável por aeroportos como o Tom Jobim e Galeão, no Rio de Janeiro. De 1967 a 1968, foi presidente do Instituto de Engenharia de São Paulo. Ele foi também autor e Diretor Geral da peça teatral Emoções que o Tempo não Apaga - Uma Crônica Musical apresentada no Teatro Maksoud Plaza.

## Liberalismo econômico
Foi um grande defensor do Liberalismo econômico e crítico à presença do Estado na vida do país e crítico da ditadura. Adepto a ideias francamente favoráveis à liberdade individual, à democracia representativa e ao estado de direito. Henry Maksoud tornou-se amigo e, por esse motivo, foi responsável pela vinda do economista e filósofo Friedrich August von Hayek ao Brasil por diversas vezes. O ganhador do Prêmio Nobel de economia se mostrando como um seguidor dos liberais clássicos. A partir de 1988 até o começo dos anos 1990, comandou um programa na televisão Bandeirantes (“Henry Maksoud e você”), o qual, além de apresentar temas liberais, como a defesa da privatização ao telespectador, convidava interlocutores conhecidos.

### Constituição Liberal
Com a redemocratização do Brasil na década de 1980, Henry Maksoud propôs uma Constituição Liberal, baseada nas teorias de Hayek, que estava dividida em 10 títulos, 218 artigos e 294 parágrafos, nela considerava que o país deveria adotar uma forma de governo na qual a lei imperasse, e não os homens ou os partidos, chamada de Demarquia.

## Vida pessoal
Filho de Nagib Maksoud e Lidia Damous, foi casado com a filipina Ilde Birosel até 1993, quando se divorciou. Posteriormente, casou-se com Georgina Celia Bizerra, com quem permaneceu até falecer, aos 85 anos, em 2014, vítima de uma parada cardíaca. Devido a problemas de saúde, Henry Maksoud precisou afastar-se do dia a dia de operação do hotel, levando Henry Maksoud Neto à frente do negócio provisoriamente, pois já trabalhava com o avô no hotel desde os 15 anos.